# Гробак, Йорген
Йорген Нюланн Гробак (норв. Jørgen Nyland Graabak, род. 26 апреля 1991 года, Мельхус, Сёр-Трёнделаг, Норвегия) — норвежский двоеборец, 4-кратный олимпийский чемпион (единственный в истории лыжного двоеборья), трёхкратный чемпион мира в командном первенстве (2019, 2021 и 2023), девятикратный чемпион Норвегии.

## Биография
Дебютировал в Кубке мира 8 января 2011 года в возрасте 19 лет. 18 декабря 2011 года впервые стал призёром этапа Кубка мира, заняв третье место в Зефельде. 7 января 2012 года впервые победил на этапе Кубка мира в командах.
На чемпионате мира 2013 года в Италии стал серебряным призёром в эстафете (чемпионами стали французы).
На Олимпийских играх 2014 года в Сочи 18 февраля Гробак достаточно неожиданно выиграл золото в гонке на 10 км после прыжка с большого трамплина. Гробак опередил на финише норвежца Магнуса Моана и немцев Фабиана Риссле и Бьёрна Кирхайзена. 20 февраля Гробак стал олимпийским чемпионом в эстафете, он бежал на последнем этапе и на самом финише сумел на 0,3 сек обогнать Фабиана Риссле из команды Германии. 

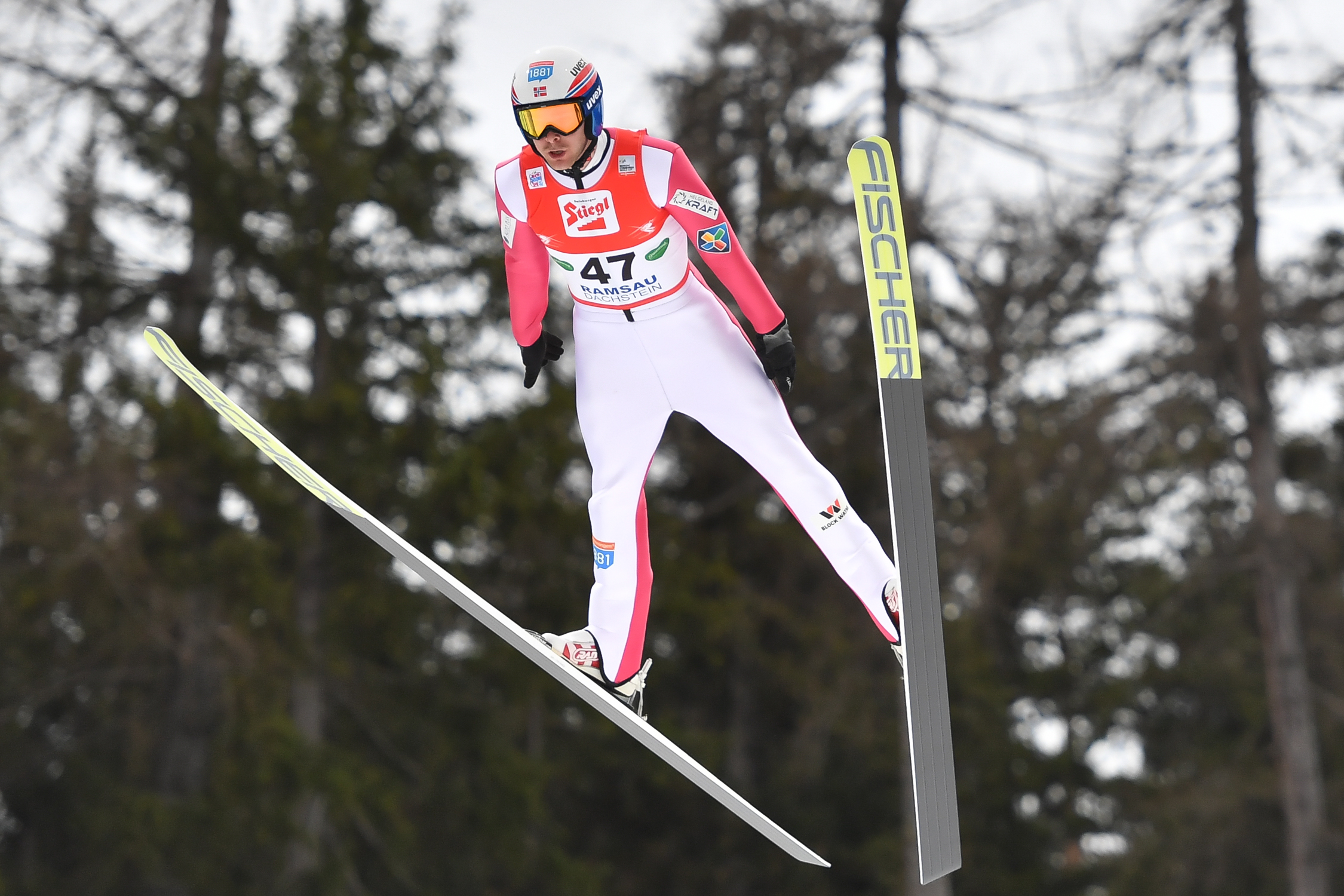
2016 год

1 февраля 2015 года впервые выиграл индивидуальный этап Кубка мира в Валь-ди-Фьемме. На чемпионате мира 2015 года в Фалуне завоевал серебро в эстафете. Два года спустя на чемпионате мира вновь стал вторым в эстафете.
На Олимпийских играх 2018 года завоевал серебро в эстафете, золото уверенно выиграла команда Германии. В личных дисциплинах не поднимался выше 10-го места.
В 2019 году Гробак впервые стал чемпионом мира, победив в эстафете на турнире в Зефельде. В сезоне 2019/20 занял высшее в карьере второе место в общем зачёте Кубка мира. В 2021 году вновь стал чемпионом мира в эстафете.
На Олимпийских играх 2022 года выиграл три медали: золото в эстафете и гонке на 10 км после прыжка с большого трамплина, а также стал вторым в гонке на 10 км после прыжка с нормального трамплина, на самом финише уступив Винценцу Гайгеру. Гробак стал первым двоеборцем в истории, выигравшим 4 золотые олимпийские медали. Примечательно, что Гробак выиграл три медали в личных дисциплинах на Олимпийских играх, при этом ни разу не поднимался выше восьмого места на чемпионатах мира.
На чемпионате мира 2023 года в Планице третий раз стал чемпионом мира в эстафете. В личных дисциплинах дважды занял восьмое место.
На чемпионате мира 2025 года в Тронхейме впервые в карьере завоевал медаль мирового первенства в личной дисциплине, став вторым в гонке на 10 км после прыжка с большого трамплина. Также на седьмом чемпионате мира подряд завоевал медаль в командном первенстве, на этот раз бронзовую.

## Результаты на крупнейших соревнованиях

### Олимпийские игры
| Олимпийские игры | Норм. трамплин/ 10 км | Большой трамплин/ 10 км | Большой трамплин/ эстафета |
| ---------------- | --------------------- | ----------------------- | -------------------------- |
| 2014 Сочи        | —                     | 1                       | 1                          |
| 2018 Пхёнчхан    | 18                    | 10                      | 2                          |
| 2022 Пекин       | 2                     | 1                       | 1                          |

### Чемпионаты мира по лыжным видам спорта
8 медалей (3 золотые, 4 серебряные, 1 бронзовая)
| Чемпионаты мира     | Норм. трамплин/ 7,5 км | Большой трамплин/ 10 км | Эстафета | Командный спринт | Смешанная эстафета |
| ------------------- | ---------------------- | ----------------------- | -------- | ---------------- | ------------------ |
| 2013 Валь-ди-Фьемме | 38                     | —                       | 2        | —                | н/д                |
| 2015 Фалун          | 8                      | 24                      | 2        | —                | н/д                |
| 2017 Лахти          | 11                     | 22                      | 2        | —                | н/д                |
| 2019 Зефельд        | 9                      | DNS                     | 1        | —                | н/д                |
| 2021 Оберстдорф     | 9                      | 14                      | 1        | —                | н/д                |
| 2023 Планица        | 8                      | 8                       | 1        | н/д              | —                  |
| 2025 Тронхейм       | 6                      | 2                       | 3        | н/д              | —                  |